# Ebo Dar
Ebo Dar is in de twaalfdelige boekenserie het Rad des Tijds, geschreven door Robert Jordan, de hoofdstad van de intern verdeelde natie Altara.
De stad is gebouwd door de Ogier, maar in de latere tijden zijn er nieuwere door mensen gebouwde wijken bij gekomen, de Rahad.
In de boekenserie is Ebo Dar de enige plek waar koningin Tylin van Altara echte macht heeft.
In "Een Kroon van Zwaarden" veroveren de Seanchanen Ebo Dar, vanwaaruit de Corenne (Seanchaanse term), de Terugkeer, Altara verovert.
Het land krijgt zware strijd te verduren wanneer de Herrezen Draak Rhand Altor met een leger en Asha'man Altara binnenvalt en de Seanchanen terugdrijft naar Ebo Dar.
Na de wapenstilstand blijft Ebo Dar in handen van de Seanchanen.